# Isla Edén (Seychelles)
La Isla Edén o Eden Island es el nombre que recibe una isla artificial en el país africano de Seychelles situada a 3,5 km de la capital, Victoria.
La isla se creó mediante un proceso de construcción en la década de 2000. Pertenece a las Islas del Puerto de Mahe, que son en su mayoría islas artificiales creadas con fondos de Dubái (uno de los Emiratos Árabes Unidos) cuando se colocó la draga de Dubái en las islas Seychelles.
La isla cuenta con numerosas bahías y playas protegidas. Su territorio pertenece al distrito de Roche Caiman. En la actualidad, la principal industria en el lugar es el turismo, y es conocida por su gran hotel, el Eden Bleu. Eden además alberga un pequeño muelle y un puerto deportivo. El pescado y otros tipos de marisco son los ingredientes principales usados por los locales.
Cerca a la isla se encuentran en el Estadio Linité y la Piscina nacional de Seychelles.